# Selección de rugby de los Países Bajos
La selección de rugby de Países Bajos es el equipo representativo de ese país.
La selección se ubica entre los puestos 20 y 30 del ranking mundial de la World Rugby. Anualmente participa en la 2ª división (Trophy) del Rugby Europe International Championships. Es un equipo de segundo orden en el contexto mundial, que nunca ha conseguido clasificarse para una Copa del Mundo de Rugby.

## Palmarés
- Rugby Europe Trophy (1): 2019-20
- European Nations Cup - División 2A (2): 2012-13, 2013-14
- European Nations Cup - División 2B (1): 2008-10
- FIRA Nations Cup - División 3 (1): 1984-85

## Estadísticas
A continuación, una tabla que resume el resultado de los test matches del XV de Países Bajos a fecha 12 de noviembre de 2022
| Adversario           | Partidos | Victorias | Empates | Derrotas | Porcentajes de victorias |
| -------------------- | -------- | --------- | ------- | -------- | ------------------------ |
| Alemania             | 14       | 6         | 0       | 8        | 42.8%                    |
| Alemania Federal     | 28       | 9         | 1       | 18       | 32.1%                    |
| Alemania Democrática | 2        | 1         | 0       | 1        | 50%                      |
| Andorra              | 3        | 3         | 0       | 0        | 100%                     |
| Bélgica              | 51       | 19        | 4       | 28       | 37.2%                    |
| Bulgaria             | 1        | 1         | 0       | 0        | 100%                     |
| Canadá               | 1        | 0         | 0       | 1        | 0%                       |
| Croacia              | 2        | 2         | 0       | 0        | 100%                     |
| Checoslovaquia       | 7        | 2         | 0       | 5        | 28.5%                    |
| Corea del Sur        | 2        | 1         | 0       | 1        | 50%                      |
| Dinamarca            | 10       | 9         | 0       | 1        | 90%                      |
| España               | 16       | 0         | 1       | 15       | 0.0%                     |
| Georgia              | 6        | 1         | 0       | 5        | 16.6%                    |
| Hong Kong            | 1        | 0         | 1       | 0        | 50%                      |
| Inglaterra           | 1        | 0         | 0       | 1        | 0%                       |
| Israel               | 1        | 1         | 0       | 0        | 100%                     |
| Italia               | 4        | 0         | 0       | 4        | 0%                       |
| Italia A             | 1        | 0         | 0       | 1        | 0%                       |
| Japón                | 4        | 0         | 0       | 4        | 100%                     |
| Letonia              | 3        | 3         | 0       | 0        | 100%                     |
| Lituania             | 3        | 2         | 0       | 1        | 75%                      |
| Malta                | 1        | 1         | 0       | 0        | 100%                     |
| Marruecos            | 7        | 3         | 0       | 4        | 42.8%                    |
| Moldavia             | 3        | 1         | 0       | 2        | 33.3%                    |
| Polonia              | 20       | 7         | 2       | 11       | 35.0%                    |
| Portugal             | 13       | 1         | 3       | 9        | 7.6%                     |
| República Checa      | 5        | 3         | 0       | 2        | 60%                      |
| Rumania              | 9        | 0         | 1       | 8        | 0.0%                     |
| Rusia                | 5        | 0         | 0       | 5        | 0%                       |
| Serbia y Montenegro  | 6        | 4         | 0       | 2        | 66.6%                    |
| Suecia               | 19       | 18        | 0       | 1        | 94.74%                   |
| Suiza                | 2        | 2         | 0       | 0        | 100%                     |
| Túnez                | 5        | 4         | 0       | 1        | 80%                      |
| Ucrania              | 4        | 1         | 0       | 3        | 25%                      |
| Uganda               | 1        | 1         | 0       | 0        | 100%                     |
| Zimbabue             | 1        | 0         | 0       | 1        | 0%                       |
| Total                | 263      | 106       | 13      | 143      | 40.30%                   |

## Participación en copas

### Copa del Mundo
- No ha clasificado

### Rugby Europe Trophy
- RET 2016-17: 2° puesto
- RET 2017-18: 2° puesto
- RET 2018-19: 2° puesto
- RET 2019-20: Campeón invicto

### Rugby Europe Championship
- REC 2021: 6° puesto (último)
- REC 2022: 5° puesto
- REC 2023: 5° puesto
- REC 2024: 5° puesto
- REC 2025: 6° puesto